# Kazuya Noyori
Kazuya Noyori (japanisch 野寄 和哉 Noyori Kazuya; * 26. Juni 2000 in der Präfektur Fukuoka) ist ein japanischer Fußballspieler.

## Karriere
Kazuya Noyori erlernte das Fußballspielen in der Schulmannschaft der Higashi Fukuoka High School sowie in der Universitätsmannschaft der Osaka University of H&SS. Von Mitte August 2022 bis Saisonende wurde er an den Renofa Yamaguchi FC. Der Verein aus Yamaguchi spielte in der zweiten japanischen Liga. Während seiner Ausleihe kam er in Yamaguchi nicht zum Einsatz. Nach der Ausleihe wurde er von Renofa am 1. Februar 2023 fest unter Vertrag genommen. Sein Zweitligadebüt gab Kazuya Noyori am 18. Februar 2022 (1. Spieltag) im Heimspiel gegen Ōmiya Ardija. Bei dem 1:0-Erfolg wurde er in der 73. Minute für Kensuke Satō eingewechselt.